# Ferrari 375 Plus
Ferrari 375 Plus — спортивний гоночний автомобіль, виробленим Ferrari в 1954 році. Модель брала участь у міжнародних змаганнях, вигравши багато великих гонок, включаючи 24 години Ле-Мана, Carrera Panamericana, 1000 км Буенос-Айреса, Агадір GP і Сільверстоун.

## Перегони

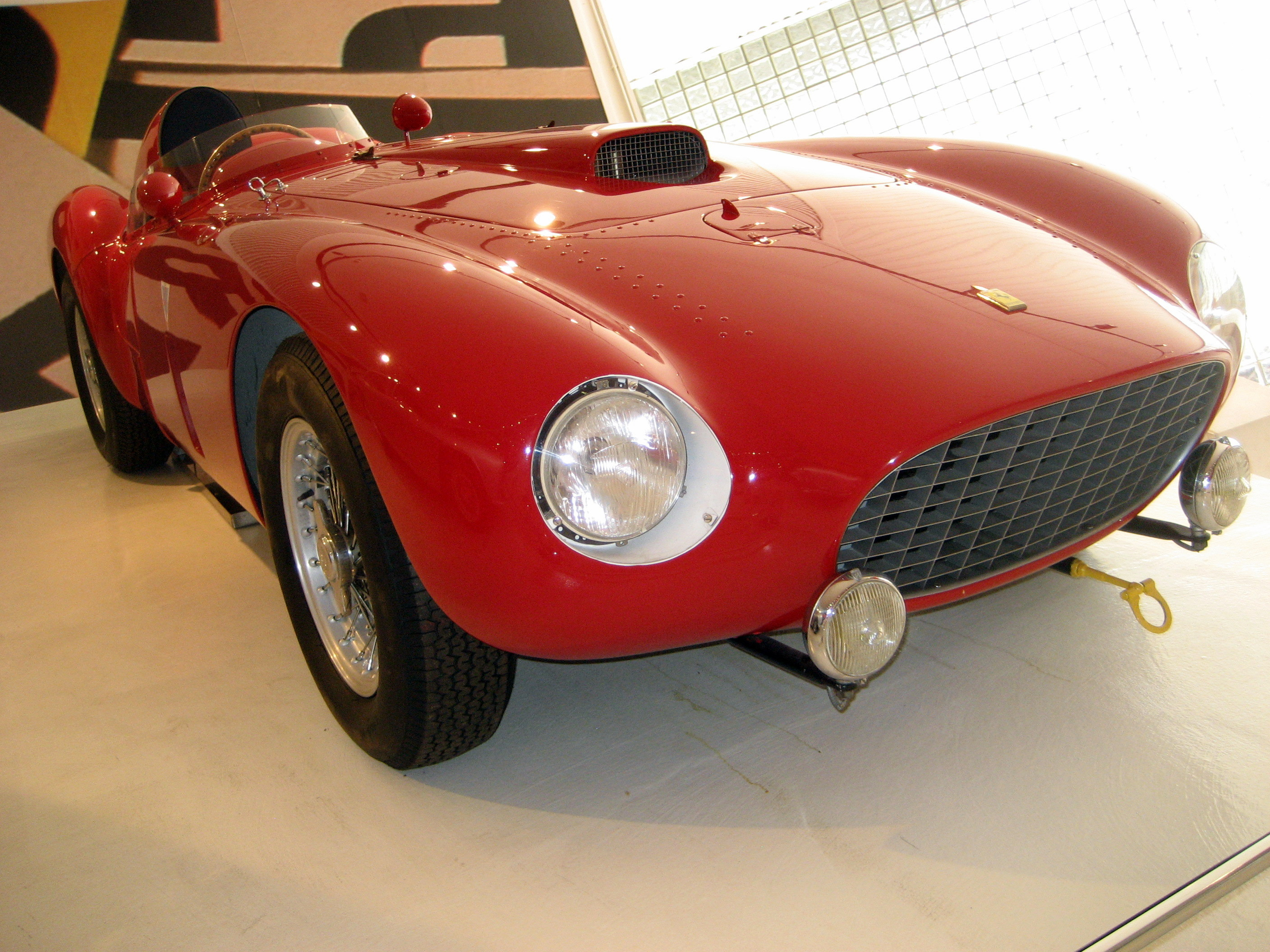
1954 Ferrari 375 Plus

Ferrari 375 Plus спочатку дебютував повільно, не фінішувавши на гонках Giro di Sicilia або Mille Miglia. Хосе Фроілан Гонсалес і Моріс Трінтіньян виграли 24 години Ле-Мана 1954 року, вперше з 1949 року, випередивши Jaguar D-type. Пізніше виграли Агадір GP і Silverstone International. Але найзначнішою перемогою була Умберто Мальоліс 1954 року на Каррера Панамерикана. Це також була остання гонка на Каррера Панамерикана, оскільки гонку було скасовано наступного року через катастрофу в Ле-Мані. Чемпіонат світу зі спортивних автомобілів 1954 року також отримала Ferrari 375 Plus, який виграв два з шести перегонів. Остання велика перемога була на дистанції 1000 км у Буенос-Айресі в 1955 році. Того року на чемпіонаті світу зі спортивних автомобілів домінував Mercedes-Benz 300 SLR.
375 Plus також виграв багато перегонів у Північній і Південній Америці. У 1957-1958 роках Ден Герні на 375 Plus здобув перемогу на Ранчо Парамаунт і Палм-Спрінгс і друге місце в Гран-прі Ріверсайд, що є частиною Гран-прі Сполучених Штатів 1958 року для спортивних автомобілів.

## Двигун
- 5.0 L (4954.34 см3) Tipo 113 Lampredi V12 330/345 к.с. при 6000 об/хв